# Cirphula flavotibialis
Cirphula flavotibialis är en insektsart som beskrevs av Sjöstedt 1936. Cirphula flavotibialis ingår i släktet Cirphula och familjen gräshoppor. Inga underarter finns listade i Catalogue of Life.